# Ait Abdallah
Ait Abdallah (en àrab آيت عبد الله, Āyt ʿAbd Allāh; en amazic ⴰⵢⵜ ⵄⴱⴷⵍⵍⴰ) és una comuna rural de la província de Taroudant, a la regió de Souss-Massa, al Marroc. Segons el cens de 2014 tenia una població total de 2.086 persones.